# Правило Вант-Гоффа
Правило Вант-Гоффа — емпіричне правило, яке дає змогу в першому наближенні оцінити вплив температури на швидкість протікання хімічної реакції в невеликому температурному інтервалі (зазвичай від 0 до 100 °C). Якоб Гендрік Вант-Гофф на основі багатьох експериментів сформулював таке правило: 
| При збільшенні температури на кожні 10 градусів константа швидкості гомогенної елементарної реакції збільшується у два-чотири рази. |

Правило описується рівнянням:
{\displaystyle v_{2}=v_{1}\cdot \gamma ^{(T_{2}-T_{1})/10}}
де {\displaystyle v_{2}} — швидкість реакції при температурі {\displaystyle T_{2}}, {\displaystyle v_{1}} — швидкість реакції при температурі {\displaystyle T_{1}}, {\displaystyle \gamma } — температурний коефіцієнт швидкості реакції (якщо він, наприклад, дорівнює 2, то швидкість реакції буде збільшуватися вдвічі при збільшенні температури на 10 градусів).
Правило Вант-Гоффа має обмежену сферу застосування. Багато реакцій йому не підкоряються, наприклад реакції, що відбуваються при високих температурах, дуже швидкі та дуже повільні реакції. Правилу Вант-Гоффа також не підкоряються реакції, у яких беруть участь великі молекули, наприклад білки в біологічних системах. Температурну залежність швидкості реакції більш коректно описує рівняння Арреніуса.
З рівняння Вант-Гоффа температурний коефіцієнт вираховується за формулою:
{\displaystyle \gamma =\left({\frac {v_{2}}{v_{1}}}\right)^{10/(T_{2}-T_{1})}}